# 6 Heures de Spa-Francorchamps 2024
Navigation
Édition précédente Édition suivante
Les 6 Heures de Spa 2025 (officiellement appelées les TotalEnergies 6 Heures de Spa-Francorchamps 2024) sont la 44e édition de l'épreuve et la 3e manche du calendrier du Championnat du monde d'endurance FIA 2024.

## Qualifications
| Pos. | Classe   | N°  | Écurie                    | Pilote              | Qualification  | Hyperpole      | Grille |
| ---- | -------- | --- | ------------------------- | ------------------- | -------------- | -------------- | ------ |
| 1    | Hypercar | 5   | Porsche Penske Motorsport | Matt Campbell       | 2 min 02 s 675 | 2 min 03 s 107 | 1      |
| 2    | Hypercar | 2   | Cadillac Racing           | Alex Lynn           | 2 min 02 s 981 | 2 min 03 s 115 | 2      |
| 3    | Hypercar | 99  | Proton Competition        | Julien Andlauer     | 2 min 02 s 947 | 2 min 03 s 314 | 3      |
| 4    | Hypercar | 12  | Hertz Team Jota           | Callum Ilott        | 2 min 02 s 941 | 2 min 03 s 384 | 4      |
| 5    | Hypercar | 6   | Porsche Penske Motorsport | Kévin Estre         | 2 min 02 s 947 | 2 min 03 s 448 | 5      |
| 6    | Hypercar | 8   | Toyota Gazoo Racing       | Brendon Hartley     | 2 min 02 s 586 | 2 min 03 s 572 | 6      |
| 7    | Hypercar | 35  | Alpine Endurance Team     | Charles Milesi      | 2 min 02 s 898 | 2 min 03 s 685 | 7      |
| 8    | Hypercar | 83  | AF Corse                  | Robert Kubica       | 2 min 02 s 876 | 2 min 04 s 048 | 8      |
| 9    | Hypercar | 20  | BMW M Team WRT            | Robin Frijns        | 2 min 02 s 917 | 2 min 04 s 062 | 9      |
| 10   | Hypercar | 50  | Ferrari AF Corse          | Antonio Fuoco       | Pas de temps   | Pas de temps   | 19     |
| 11   | Hypercar | 51  | Ferrari AF Corse          | James Calado        | 2 min 03 s 002 |                | 10     |
| 12   | Hypercar | 36  | Alpine Endurance Team     | Mick Schumacher     | 2 min 03 s 186 |                | 11     |
| 13   | Hypercar | 15  | BMW M Team WRT            | Dries Vanthoor      | 2 min 03 s 408 |                | 12     |
| 14   | Hypercar | 93  | Peugeot TotalEnergies     | Mikkel Jensen       | 2 min 03 s 616 |                | 13     |
| 15   | Hypercar | 7   | Toyota Gazoo Racing       | Kamui Kobayashi     | 2 min 03 s 738 |                | 14     |
| 16   | Hypercar | 94  | Peugeot TotalEnergies     | Loïc Duval          | 2 min 03 s 898 |                | 15     |
| 17   | Hypercar | 63  | Lamborghini Iron Lynx     | Daniil Kvyat        | 2 min 04 s 426 |                | 16     |
| 18   | Hypercar | 38  | Hertz Team Jota           | Phil Hanson         | 2 min 04 s 553 |                | 17     |
| 19   | Hypercar | 11  | Isotta Fraschini          | Jean-Karl Vernay    | 2 min 05 s 953 |                | 18     |
| 20   | LMGT3    | 85  | Iron Dames                | Sarah Bovy          | 2 min 20 s 527 | 2 min 20 s 755 | 20     |
| 21   | LMGT3    | 46  | Team WRT                  | Ahmad Al Harthy     | 2 min 21 s 233 | 2 min 21 s 138 | 21     |
| 22   | LMGT3    | 91  | Manthey EMA               | Yasser Shahin (en)  | 2 min 21 s 259 | 2 min 21 s 285 | 22     |
| 23   | LMGT3    | 59  | United Autosports         | James Cottingham    | 2 min 22 s 292 | 2 min 21 s 293 | 23     |
| 24   | LMGT3    | 27  | Heart of Racing Team      | Ian James           | 2 min 21 s 368 | 2 min 21 s 350 | 24     |
| 25   | LMGT3    | 54  | Vista AF Corse            | Thomas Flohr        | 2 min 22 s 307 | 2 min 21 s 583 | 25     |
| 26   | LMGT3    | 81  | TF Sport                  | Tom van Rompuy (de) | 2 min 21 s 766 | 2 min 22 s 215 | 26     |
| 27   | LMGT3    | 92  | Manthey PureRxcing        | Alex Malykhin (en)  | 2 min 21 s 774 | Pas de temps   | 27     |
| 28   | LMGT3    | 78  | Akkodis ASP Team          | Arnold Robin        | 2 min 21 s 377 | Pas de temps   | 28     |
| 29   | LMGT3    | 95  | United Autosports         | Josh Caygill        | Pas de temps   | Pas de temps   | 37     |
| 30   | LMGT3    | 88  | Proton Competition        | Giorgio Roda        | 2 min 22 s 485 |                | 29     |
| 31   | LMGT3    | 77  | Proton Competition        | Ryan Hardwick       | 2 min 22 s 558 |                | 30     |
| 32   | LMGT3    | 31  | Team WRT                  | Darren Leung (nl)   | 2 min 23 s 042 |                | 31     |
| 33   | LMGT3    | 55  | Vista AF Corse            | François Hériau     | 2 min 23 s 091 |                | 32     |
| 34   | LMGT3    | 777 | D'station Racing          | Clément Mateu       | 2 min 23 s 094 |                | 33     |
| 35   | LMGT3    | 82  | TF Sport                  | Hiroshi Koizumi     | 2 min 23 s 527 |                | 34     |
| 36   | LMGT3    | 87  | Akkodis ASP Team          | Takeshi Kimura      | 2 min 25 s 021 |                | 35     |
| 37   | LMGT3    | 60  | Iron Lynx                 | Claudio Schiavoni   | 2 min 25 s 396 |                | 36     |

## La course

### Classement de la course
Voici le classement officiel au terme de la course.
- Les premiers de chaque catégorie du championnat du monde sont signalés par un fond jaune.
- Pour la colonne Pneus, il faut passer le curseur au-dessus du modèle pour connaître le manufacturier de pneumatiques.

| Pos        | Classe   | no  | Écurie                    | Pilotes                                               | Châssis                            | Pneus | Tours | Temps                                    |
| Pos        | Classe   | no  | Écurie                    | Pilotes                                               | Moteur                             | Pneus | Tours | Temps                                    |
| ---------- | -------- | --- | ------------------------- | ----------------------------------------------------- | ---------------------------------- | ----- | ----- | ---------------------------------------- |
| 1          | Hypercar | 12  | Hertz Team Jota           | Callum Ilott Will Stevens                             | Porsche 963                        | M     | 141   | 5 h 57 min 31 s 542                      |
| 1          | Hypercar | 12  | Hertz Team Jota           | Callum Ilott Will Stevens                             | Porsche 9RD 4,6 L V8 Twin-Turbo    | M     | 141   | 5 h 57 min 31 s 542                      |
| 2          | Hypercar | 6   | Porsche Penske Motorsport | Kévin Estre André Lotterer Laurens Vanthoor           | Porsche 963                        | M     | 141   | + 12 s 363                               |
| 2          | Hypercar | 6   | Porsche Penske Motorsport | Kévin Estre André Lotterer Laurens Vanthoor           | Porsche 9RD 4,6 L V8 Twin-Turbo    | M     | 141   | + 12 s 363                               |
| 3          | Hypercar | 50  | Ferrari AF Corse          | Antonio Fuoco Miguel Molina Nicklas Nielsen           | Ferrari 499P                       | M     | 141   | + 1 min 14 s 020                         |
| 3          | Hypercar | 50  | Ferrari AF Corse          | Antonio Fuoco Miguel Molina Nicklas Nielsen           | Ferrari F163 3,0 L V6 Bi-Turbo     | M     | 141   | + 1 min 14 s 020                         |
| 4          | Hypercar | 51  | Ferrari AF Corse          | James Calado Antonio Giovinazzi Alessandro Pier Guidi | Ferrari 499P                       | M     | 141   | + 1 min 17 s 710                         |
| 4          | Hypercar | 51  | Ferrari AF Corse          | James Calado Antonio Giovinazzi Alessandro Pier Guidi | Ferrari F163 3,0 L V6 Bi-Turbo     | M     | 141   | + 1 min 17 s 710                         |
| 5          | Hypercar | 99  | Proton Competition        | Julien Andlauer Neel Jani                             | Porsche 963                        | M     | 141   | + 1 min 26 s 326                         |
| 5          | Hypercar | 99  | Proton Competition        | Julien Andlauer Neel Jani                             | Porsche 9RD 4,6 L V8 Twin-Turbo    | M     | 141   | + 1 min 26 s 326                         |
| 6          | Hypercar | 8   | Toyota Gazoo Racing       | Sébastien Buemi Brendon Hartley Ryo Hirakawa          | Toyota GR010 Hybrid                | M     | 141   | + 1 min 34 s 955                         |
| 6          | Hypercar | 8   | Toyota Gazoo Racing       | Sébastien Buemi Brendon Hartley Ryo Hirakawa          | Toyota H8909 3,5 L V6 Bi-Turbo     | M     | 141   | + 1 min 34 s 955                         |
| 7          | Hypercar | 7   | Toyota Gazoo Racing       | Mike Conway Kamui Kobayashi Nyck de Vries             | Toyota GR010 Hybrid                | M     | 141   | + 1 min 38 s 331                         |
| 7          | Hypercar | 7   | Toyota Gazoo Racing       | Mike Conway Kamui Kobayashi Nyck de Vries             | Toyota H8909 3,5 L V6 Bi-Turbo     | M     | 141   | + 1 min 38 s 331                         |
| 8          | Hypercar | 83  | AF Corse                  | Robert Kubica Robert Shwartzman Yifei Ye              | Ferrari 499P                       | M     | 141   | + 1 min 49 s 162                         |
| 8          | Hypercar | 83  | AF Corse                  | Robert Kubica Robert Shwartzman Yifei Ye              | Ferrari F163 3,0 L V6 Bi-Turbo     | M     | 141   | + 1 min 49 s 162                         |
| 9          | Hypercar | 35  | Alpine Endurance Team     | Paul-Loup Chatin Jules Gounon Charles Milesi          | Alpine A424                        | M     | 141   | + 2 min 07 s 089                         |
| 9          | Hypercar | 35  | Alpine Endurance Team     | Paul-Loup Chatin Jules Gounon Charles Milesi          | Alpine 3,4 L V6 Turbo              | M     | 141   | + 2 min 07 s 089                         |
| 10         | Hypercar | 93  | Peugeot TotalEnergies     | Mikkel Jensen Nico Müller                             | Peugeot 9X8 2024                   | M     | 140   | + 1 Tour                                 |
| 10         | Hypercar | 93  | Peugeot TotalEnergies     | Mikkel Jensen Nico Müller                             | Peugeot X6H 2,6 L V6 Bi-Turbo      | M     | 140   | + 1 Tour                                 |
| 11         | Hypercar | 15  | BMW M Team WRT            | Raffaele Marciello Dries Vanthoor Marco Wittmann      | BMW M Hybrid V8                    | M     | 140   | + 1 Tour                                 |
| 11         | Hypercar | 15  | BMW M Team WRT            | Raffaele Marciello Dries Vanthoor Marco Wittmann      | BMW P66/3 4,0 L V8 Twin-Turbo      | M     | 140   | + 1 Tour                                 |
| 12         | Hypercar | 36  | Alpine Endurance Team     | Nicolas Lapierre Mick Schumacher Matthieu Vaxivière   | Alpine A424                        | M     | 140   | + 1 Tour                                 |
| 12         | Hypercar | 36  | Alpine Endurance Team     | Nicolas Lapierre Mick Schumacher Matthieu Vaxivière   | Alpine 3,4 L V6 Turbo              | M     | 140   | + 1 Tour                                 |
| 13         | Hypercar | 20  | BMW M Team WRT            | Robin Frijns Sheldon van der Linde René Rast          | BMW M Hybrid V8                    | M     | 140   | + 1 Tour                                 |
| 13         | Hypercar | 20  | BMW M Team WRT            | Robin Frijns Sheldon van der Linde René Rast          | BMW P66/3 4,0 L V8 Twin-Turbo      | M     | 140   | + 1 Tour                                 |
| 14         | Hypercar | 94  | Peugeot TotalEnergies     | Paul di Resta Loïc Duval                              | Peugeot 9X8 2024                   | M     | 139   | + 2 Tours                                |
| 14         | Hypercar | 94  | Peugeot TotalEnergies     | Paul di Resta Loïc Duval                              | Peugeot X6H 2,6 L V6 Bi-Turbo      | M     | 139   | + 2 Tours                                |
| 15         | Hypercar | 11  | Isotta Fraschini          | Carl Bennett Antonio Serravalle Jean-Karl Vernay      | Isotta Fraschini Tipo 6-C          | M     | 138   | + 3 Tours                                |
| 15         | Hypercar | 11  | Isotta Fraschini          | Carl Bennett Antonio Serravalle Jean-Karl Vernay      | Isotta Fraschini 3,0 L V6 Turbo    | M     | 138   | + 3 Tours                                |
| 16         | LMGT3    | 91  | Manthey EMA               | Richard Lietz Morris Schuring Yasser Shahin (en)      | Porsche 911 GT3 R                  | G     | 130   | + 11 Tours                               |
| 16         | LMGT3    | 91  | Manthey EMA               | Richard Lietz Morris Schuring Yasser Shahin (en)      | Porsche M97/80 4,2 L Flat Six Atmo | G     | 130   | + 11 Tours                               |
| 17         | LMGT3    | 92  | Manthey PureRxcing        | Klaus Bachler Alex Malykhin (en) Joel Sturm (nl)      | Porsche 911 GT3 R                  | G     | 130   | + 11 Tours                               |
| 17         | LMGT3    | 92  | Manthey PureRxcing        | Klaus Bachler Alex Malykhin (en) Joel Sturm (nl)      | Porsche M97/80 4,2 L Flat Six Atmo | G     | 130   | + 11 Tours                               |
| 18         | LMGT3    | 60  | Iron Lynx                 | Matteo Cressoni Franck Perera Claudio Schiavoni       | Lamborghini Huracán GT3 Evo 2      | G     | 130   | + 11 Tours                               |
| 18         | LMGT3    | 60  | Iron Lynx                 | Matteo Cressoni Franck Perera Claudio Schiavoni       | Lamborghini DGF 5,2 L V10 Atmo     | G     | 130   | + 11 Tours                               |
| 19         | LMGT3    | 85  | Iron Dames                | Sarah Bovy Rahel Frey Michelle Gatting                | Lamborghini Huracán GT3 Evo 2      | G     | 130   | + 11 Tours                               |
| 19         | LMGT3    | 85  | Iron Dames                | Sarah Bovy Rahel Frey Michelle Gatting                | Lamborghini DGF 5,2 L V10 Atmo     | G     | 130   | + 11 Tours                               |
| 20         | LMGT3    | 59  | United Autosports         | Nicolas Costa James Cottingham Grégoire Saucy         | McLaren 720S GT3 Evo               | G     | 130   | + 11 Tours                               |
| 20         | LMGT3    | 59  | United Autosports         | Nicolas Costa James Cottingham Grégoire Saucy         | McLaren M840T 4,0 l V8 Twin-Turbo  | G     | 130   | + 11 Tours                               |
| 21         | LMGT3    | 54  | Vista AF Corse            | Francesco Castellacci Thomas Flohr Davide Rigon       | Ferrari 296 GT3                    | G     | 130   | + 11 Tours                               |
| 21         | LMGT3    | 54  | Vista AF Corse            | Francesco Castellacci Thomas Flohr Davide Rigon       | Ferrari F163CE 3,0 L V6 Turbo      | G     | 130   | + 11 Tours                               |
| 22         | LMGT3    | 777 | D'station Racing          | Erwan Bastard Clément Mateu Marco Sørensen            | Aston Martin Vantage AMR GT3 Evo   | G     | 130   | + 11 Tours                               |
| 22         | LMGT3    | 777 | D'station Racing          | Erwan Bastard Clément Mateu Marco Sørensen            | Aston Martin M177 4,0 L V8 Turbo   | G     | 130   | + 11 Tours                               |
| 23         | LMGT3    | 88  | Proton Competition        | Dennis Olsen Mikkel O. Pedersen Giorgio Roda          | Ford Mustang GT3                   | G     | 130   | + 11 Tours                               |
| 23         | LMGT3    | 88  | Proton Competition        | Dennis Olsen Mikkel O. Pedersen Giorgio Roda          | Ford Coyote 5,4 L V8 Atmo          | G     | 130   | + 11 Tours                               |
| 24         | LMGT3    | 77  | Proton Competition        | Ben Barker Ryan Hardwick Zacharie Robichon            | Ford Mustang GT3                   | G     | 130   | + 11 Tours                               |
| 24         | LMGT3    | 77  | Proton Competition        | Ben Barker Ryan Hardwick Zacharie Robichon            | Ford Coyote 5,4 L V8 Atmo          | G     | 130   | + 11 Tours                               |
| 25         | LMGT3    | 78  | Akkodis ASP Team          | Ritomo Miyata Arnold Robin Clemens Schmid (en)        | Lexus RC F GT3                     | G     | 129   | + 12 Tours                               |
| 25         | LMGT3    | 78  | Akkodis ASP Team          | Ritomo Miyata Arnold Robin Clemens Schmid (en)        | Toyota 2UR-GSE 5,0 L V8 Atmo       | G     | 129   | + 12 Tours                               |
| 26         | LMGT3    | 27  | Heart of Racing Team      | Ian James Daniel Mancinelli Alex Riberas              | Aston Martin Vantage AMR GT3 Evo   | G     | 129   | + 12 Tours                               |
| 26         | LMGT3    | 27  | Heart of Racing Team      | Ian James Daniel Mancinelli Alex Riberas              | Aston Martin M177 4,0 L V8 Turbo   | G     | 129   | + 12 Tours                               |
| 27         | LMGT3    | 82  | TF Sport                  | Sébastien Baud Daniel Juncadella Hiroshi Koizumi      | Corvette Z06 GT3.R                 | G     | 129   | + 12 Tours                               |
| 27         | LMGT3    | 82  | TF Sport                  | Sébastien Baud Daniel Juncadella Hiroshi Koizumi      | Chevrolet LT6.R 5,5 L V8 Atmo      | G     | 129   | + 12 Tours                               |
| 28         | LMGT3    | 55  | Vista AF Corse            | François Hériau Simon Mann Alessio Rovera             | Ferrari 296 GT3                    | G     | 129   | + 12 Tours                               |
| 28         | LMGT3    | 55  | Vista AF Corse            | François Hériau Simon Mann Alessio Rovera             | Ferrari F163CE 3,0 L V6 Turbo      | G     | 129   | + 12 Tours                               |
| 29         | LMGT3    | 87  | Akkodis ASP Team          | Takeshi Kimura José María López Esteban Masson        | Lexus RC F GT3                     | G     | 128   | + 13 Tours                               |
| 29         | LMGT3    | 87  | Akkodis ASP Team          | Takeshi Kimura José María López Esteban Masson        | Toyota 2UR-GSE 5,0 L V8 Atmo       | G     | 128   | + 13 Tours                               |
| Non classé |          |     |                           |                                                       |                                    |       |       |                                          |
| Abd.       | Hypercar | 2   | Cadillac Racing           | Earl Bamber Alex Lynn                                 | Cadillac V-Series.R                | M     | 95    | Contact                                  |
| Abd.       | Hypercar | 2   | Cadillac Racing           | Earl Bamber Alex Lynn                                 | Cadillac LMC55R 5,5 L V8 Atmo      | M     | 95    | Contact                                  |
| Abd.       | LMGT3    | 31  | Team WRT                  | Augusto Farfus Sean Gelael Darren Leung (nl)          | BMW M4 GT3                         | G     | 87    | Contact                                  |
| Abd.       | LMGT3    | 31  | Team WRT                  | Augusto Farfus Sean Gelael Darren Leung (nl)          | BMW P58 3,0 L i6 M TwinPower Turbo | G     | 87    | Contact                                  |
| Abd.       | Hypercar | 5   | Porsche Penske Motorsport | Matt Campbell Michael Christensen Frédéric Makowiecki | Porsche 963                        | M     | 64    | Sortie de piste                          |
| Abd.       | Hypercar | 5   | Porsche Penske Motorsport | Matt Campbell Michael Christensen Frédéric Makowiecki | Porsche 9RD 4,6 L V8 Twin-Turbo    | M     | 64    | Sortie de piste                          |
| Abd.       | Hypercar | 63  | Lamborghini Iron Lynx     | Mirko Bortolotti Andrea Caldarelli Daniil Kvyat       | Lamborghini SC63                   | M     | 59    | Problème de suspension à l'arrière-droit |
| Abd.       | Hypercar | 63  | Lamborghini Iron Lynx     | Mirko Bortolotti Andrea Caldarelli Daniil Kvyat       | Lamborghini 3,8 L V8 Bi-Turbo      | M     | 59    | Problème de suspension à l'arrière-droit |
| Abd.       | LMGT3    | 95  | United Autosports         | Josh Caygill Nico Pino Marino Sato                    | McLaren 720S GT3 Evo               | G     | 59    | Boite de vitesse                         |
| Abd.       | LMGT3    | 95  | United Autosports         | Josh Caygill Nico Pino Marino Sato                    | McLaren M840T 4,0 l V8 Twin-Turbo  | G     | 59    | Boite de vitesse                         |
| Abd.       | LMGT3    | 81  | TF Sport                  | Rui Andrade Charlie Eastwood Tom van Rompuy (de)      | Corvette Z06 GT3.R                 | G     | 56    | Boite de vitesse                         |
| Abd.       | LMGT3    | 81  | TF Sport                  | Rui Andrade Charlie Eastwood Tom van Rompuy (de)      | Chevrolet LT6.R 5,5 L V8 Atmo      | G     | 56    | Boite de vitesse                         |
| Abd.       | Hypercar | 38  | Hertz Team Jota           | Jenson Button Phil Hanson Oliver Rasmussen            | Porsche 963                        | M     | 37    | Contact                                  |
| Abd.       | Hypercar | 38  | Hertz Team Jota           | Jenson Button Phil Hanson Oliver Rasmussen            | Porsche 9RD 4,6 L V8 Twin-Turbo    | M     | 37    | Contact                                  |
| Abd.       | LMGT3    | 46  | Team WRT                  | Ahmad Al Harthy Maxime Martin Valentino Rossi         | BMW M4 GT3                         | G     | 33    | Contact                                  |
| Abd.       | LMGT3    | 46  | Team WRT                  | Ahmad Al Harthy Maxime Martin Valentino Rossi         | BMW P58 3,0 L i6 M TwinPower Turbo | G     | 33    | Contact                                  |

## Pole position et record du tour
- Pole position :  Matt Campbell (#5 Porsche Penske Motorsport) en 2 min 03 s 107
- Meilleur tour en course :  Julien Andlauer (#99  Proton Competition) en 2 min 06 s 459

## Tours en tête
- no 5 Porsche 963 - Porsche Penske Motorsport :  15 tours (1-15)[7]
- no 99 Porsche 963 - Proton Competition :  57 tours (16-27 / 29-73)
- no 6 Porsche 963 - Porsche Penske Motorsport :  1 tour (28)
- no 93 Peugeot 9X8 - Peugeot TotalEnergies :  1 tour (74)
- no 51 Ferrari 499P - Ferrari AF Corse :  22 tours (75-96)
- no 50 Ferrari 499P - Ferrari AF Corse :  5 tours (97-100)
- no 12 Porsche 963 - Hertz Team Jota :  41 tours (101-141)

## À noter
- Longueur du circuit : 7,003 9 km
- Distance parcourue par les vainqueurs : 987,549 9 km